# 上京焼き討ち
上京焼き討ち（かみぎょうやきうち）は、元亀4年（1573年）4月に織田信長によって京都の上京、および洛外が焼き討ちされた事件。

## 経過
元亀4年（1573年）2月、将軍・足利義昭は反織田方の諸将に御内書を出し、織田信長に対して挙兵した。
2月28日、信長は義昭に朝山日乗・島田秀満・村井貞勝らを使者として送り、人質を出すことを条件に講和しようとしたが、義昭はこれを認めなかった。使者は講和が成立しない場合は、京都を焼き払うと忠告した。
3月25日、信長は足利義昭の兵を討つため、岐阜を出陣した。しかし、京都では「武田信玄が3、4万人を率いて信長に近づいている」「朝倉義景は"もし信長が京にくれば、2万人を率いてその背後を襲う"と公言している」「三好軍と石山本願寺勢の計15,000人が京に向かっている」「赤井直正が義昭方として京に出陣する」などの風説があり、京の人々は信長が京都に進軍して来ることが可能であるとは思っていなかった。
3月27日、京に「信長はすでに近江に来ており、近いうちに京にやってくる」との報が伝わり、京の町は混乱に陥った。当時、京にいてこの様子を目撃した宣教師のルイス・フロイスは次のように記している。
「彼ら（京の市民）は、彼（織田信長）が公方様（足利義昭）を討伐するために軍勢を召集していると聞くや否や、急遽、わずかの地所を隔てていた上京、ならびに下京から立ち去った。一里にわたる市街の混乱や動揺する情景を眺めるのは恐ろしいことであった。すなわち、日夜見るものすべては混乱以外の何ものでもなく、人々は家財を引き、婦女子や老人は都に近接した村落に逃れ、あるいは子供たちの手を引き、腕に抱いて、どこへ行くべきか途方に暮れ、泣きながら市中を彷徨するのであった」
3月29日、信長が岐阜から上洛し、知恩院に入った。
3月30日、信長方の京都所司代であった村井貞勝の屋敷を包囲させた。貞勝は辛くも脱出したが、信長はなおも講和を求め、義昭の赦免が得られるなら、息子の信忠とともに出家し、武器を携えずに謁見すると申し出た。
信長は和平交渉を続けつつも、上京と下京への焼き討ちを命じた。驚愕した京の町衆は焼き討ち中止を懇願し、上京は銀1500枚、下京は銀800枚を信長に差し出した。信長は下京の市民を気遣い、銀を受け取らずに焼き討ちは中止したが、幕府や幕臣を支持する商人などが多く住居する上京は許さなかった。
4月2日、信長は柴田勝家・佐久間信盛・蜂屋頼隆・中川重政・明智光秀・荒木村重・細川藤孝らに命じ、下賀茂から嵯峨に至るまでの128ヶ所を焼き払わせた。信長は等持院に本陣を置き、指揮を取った。また、信長はこのとき、二条御所に和平交渉の使者を派遣したが、義昭から拒絶された。
4月3日夜から4日にかけて、信長は義昭の心が洛外への放火によっても動かないことを見て、さらに上京の二条から北部を焼き払わせた。炎は町々を焼き尽くし、夜になってもその炎は消えなかったという。
フロイスは焼き討ちの光景について、下記のように記している。
| 「 | 「恐るべき戦慄的な情景が展開され、全上京は深更から翌日まで、同地にあったすべての寺院、僧院、神、仏、財宝、家屋もろとも焼失し、確認されたところでは、都周辺の平地二、三里にわたって五十ヵ村ほどが焼け、最後の審判の日さながらであったという。兵士や盗賊たちは僧院に赴き、哀れな仏僧らは僧衣を俗服に替え、袖や懐に彼らが所持していた金銀、また良き茶の湯の器を押し込んだが、その結果、さっそく追剥の手中に陥り、所持品や衣服を奪われたのみならず、虐待と拷問によって、彼らが隠匿していたものを白状するように強制され、結局そのとおりにさせられてしまった。兵士や盗賊らが、出会った男女や子供たちからその所持品を奪い取るため加えていた残虐行為に接するのは、きわめて嘆かわしいことであった」 | 」 |

連日にわたり、洛外と上京が焼き討ちされ、上京のかなりの部分が焼け野原になった。『兼見卿記』4月4日条では、「二条より上京」は「一間残らず焼失」したと記されている。『御湯殿上日記』4月4日条ではまた、「上京、内野になる」と記されている。
とはいえ、この焼き討ちは義昭に圧力をかけることを目的としていたため、火の手は「武衛陣（二条御所）の御城の堀際まで」でとどまっている。また、内裏や相国寺などにも火の手は回っていない。
また、人的な被害も甚大であり、百姓・町人に多数の死者が出た。『兼見卿記』4月4日条では、「洛中洛外において町人・地下人数知れず殺害」と記されていることこから、人々を死に追いやったのが炎ではなく、信長の軍勢による殺戮であったことを示している。
「町人・地下人」殺害の具体的な例としては、以下に詳しく記されている。『年代記抄節』では、信長の軍勢が「京都辺土」で殺戮を繰り広げ、「取り物ども山のごとくなり」と記されており、乱妨狼藉によって殺害されたことがわかる。『日本耶蘇会年報』では、「美濃・尾張の兵士」が「上の都」（上京）の人々を捕らえ、「小児」まで殺害したと記している。
また、避難した市民の中には、川で溺死する者も多かった。
東光寺光明過去帳では、「上下の人びとの道俗・男女・子供」が逃げるさなか、信長の軍勢に追いやれ、「大井川や桂川の川流れ」で「打ち死に」した、と記されている。『日本耶蘇会年報』では、「捕えられことを恐るるのあまり、水流のはげしくて深きをわすれ、川に入りて足の立たざるところまですすみ、たちまち水に流され、漁夫が魚を取らうるために設けた柵にかかりて死んだ」と記されている。
「町人・地下人」を死に追いやったのは、信長の軍勢による乱妨狼藉に他ならなかった。このとき、京都においてすさまじい暴力の嵐が吹き荒れたことは、洛中・洛外の人々に深く刻みこまれた。
義昭は依然として、二条御所に籠っていた。だが、これを見た義昭側は、「同所（上京）で聞いた恐怖なり不断の喚声に圧倒された彼らの驚愕は非常なもの」であったとされ、信長との和平交渉を開始した。
4月7日、正親町天皇の勅命に従うという形で義昭と信長の間で和議が結ばれている。

## 備考
- 上京焼き討ちの最中、宣教師が小西隆佐を介して、信長に金平糖を献上している。
- 久野雅司は信長が義昭の挙兵を幕府と武田氏との外交を担当していた御供衆の上野秀政が唆したものと考えてその排除を要求したもので、義昭と共に籠城していた秀政が信長に謝罪をしたことでこれ以上の攻撃を行う理由を失ったとしている。この秀政は義昭の「出頭第一」の「寵臣」と評価されると共に早くから信長の排除を主張して比叡山焼き討ちの際には義昭の御前で信長を擁護する細川藤孝と論争に及んだと伝えられている（『細川家記』）[16][17]。

## 参考史料
- 『信長公記』
- 『耶蘇会日本年報』1573年5月27日付け、ルイス・フロイスの書簡
- 『大日本史料』